# Exodus (álbum de Exo)
Exodus (estilizado como EXODUS) es el segundo álbum de estudio del grupo surcoreano Exo, lanzado el 30 de marzo de 2015 por SM Entertainment y distribuido por KT Music. El disco fue el primer lanzamiento tras la salida de los integrantes Kris y Luhan, y el último en el que participó Tao antes de su salida. Conformado por diez canciones que abarcan géneros como el K-pop, R&B, balada y dance, el álbum se publicó en dos idiomas —coreano y mandarín— y en veinte ediciones físicas distintas, una por cada integrante en ambas versiones.
La promoción de Exodus incluyó una campaña titulada «Pathcode», que presentó teasers individuales ambientados en distintas ciudades del mundo, acompañados por acertijos y referencias al universo conceptual del grupo. El sencillo principal, «Call Me Baby», encabezó las listas musicales en Corea del Sur y obtuvo múltiples premios en programas de música, y superó el récord anterior del grupo con «Growl».
En términos comerciales, Exodus logró un impacto inmediato. Las preventas superaron las 500 000 copias, y el álbum alcanzó el primer lugar en la lista Gaon durante cuatro semanas consecutivas. Su reedición, titulada Love Me Right y publicada el 3 de junio de 2015, añadió tres canciones nuevas y extendió el ciclo promocional del álbum. Ambas versiones ingresaron al top 10 de la lista Oricon en Japón y posicionaron al grupo en el Billboard 200 de Estados Unidos, donde Exodus se convirtió en uno de los álbumes de K-pop más vendidos hasta ese momento. El disco recibió elogios por su producción musical, que incluyó la participación de compositores como Teddy Riley y Jonghyun de Shinee. 

## Antecedentes y lanzamiento
Previo al lanzamiento del álbum, SM Entertainment llevó a cabo una conferencia de prensa en la que estuvieron presentes todos los miembros, a excepción de Lay, quien se encontraba en China inmerso en su nuevo proyecto cinematográfico. A pesar de no haber podido asistir en persona a la conferencia, Lay se disculpó más tarde a través de una videollamada, expresando: «Lamento mucho no estar presente. Tenía muchas ganas de ver a todos. También echo de menos a mis compañeros. Trabajaremos juntos para presentar una imagen impresionante en este regreso. Por favor, esperen con entusiasmo». Suho también compartió que nunca se había centrado en el número de ventas antes del lanzamiento del álbum y que su principal objetivo era simplemente brindar nueva música a los seguidores del grupo. Además, mencionó que «lo único en lo que los miembros pensaban al crear el álbum era asegurarse de que los oyentes lo disfrutaran al máximo». Suho también expresó que este álbum marcaba un nuevo comienzo para EXO, después de las demandas presentadas por sus excompañeros Luhan y Kris, y que estaban comprometidos en presentar un aspecto más luminoso y refrescante a sus devotos seguidores.
El álbum presenta un conjunto de diez canciones que abarcan diversos géneros, desde el dance hasta el R&B y la balada. Entre las composiciones destacadas se encuentran las de Teddy Riley, así como la letra de «Playboy», que fue escrita por Jonghyun.
El grupo anunció que planeaban lanzar veinte versiones distintas del álbum, disponibles tanto en formato digital como físico. Cada miembro tendría su propia versión, tanto en la versión coreana como en la china. Las versiones coreanas estaban adornadas con un elegante color dorado, mientras que las versiones chinas presentaban un diseño plateado. Un detalle era que, cuando todas las versiones se alineaban, los lomos de los álbumes formaban ingeniosamente el nuevo logotipo del grupo.

## Éxito comercial
De acuerdo con SM Entertainment, las preórdenes del álbum alcanzaron un total de 502,440 copias, distribuidas en 321,200 en la versión coreana y 181,240 en la versión china.
A nivel nacional, la versión coreana del álbum logró el primer puesto en la lista Gaon Album Chart durante cuatro semanas consecutivas, mientras que la versión china se ubicó en el segundo lugar. Estas dos versiones dominaron los dos primeros lugares en la lista hasta la tercera semana de lanzamiento. En Japón, ambas versiones del álbum lograron ingresar al top 10 de la lista Oricon Albums Chart, alcanzando el cuarto lugar para la versión coreana y el séptimo lugar para la versión china, respectivamente. La versión combinada del álbum logró vender más de 6,000 copias en los Estados Unidos, lo que le permitió debutar en el puesto 95 de la lista Billboard 200 durante su primera semana de lanzamiento. Con este logro, Exodus se alzó como el segundo álbum de K-pop con mayores ventas en la región, consolidando su impacto en el mercado. Además, el álbum alcanzó el puesto principal en la lista de US World Albums el 18 de abril de 2015, y mantuvo su posición en el top 10 durante un lapso de seis semanas consecutivas..
Exodus dejó su huella como el álbum más vendido a nivel global, logrando un total de 303,000 copias vendidas en su primera semana de lanzamiento.

## Promoción
EXO dio inicio a las promociones de su disco con una presentación de «Call Me Baby» en M! Countdown, donde cautivaron al público con una coreografía dinámica ejecutada en múltiples escenarios. Acompañando a este sencillo, el grupo también presentó «My Answer» en M! Countdown y Music Bank, mientras que en Show! Music Core e Inkigayo se concentraron en interpretar únicamente «Call Me Baby». EXO ganó su primer premio en Inkigayo transmitido el 5 de abril de 2015.
Las promociones para el álbum finalizaron con actuaciones en The Show transmitidas el 28 de abril de 2015. EXO recibió un total de dieciocho victorias en programas musicales con «Call Me Baby» rompiendo su propio récord anteriormente logrado con «Growl» que obtuvo catorce victorias.

## Lista de canciones
※ Los títulos de las canciones marcadas con negrita quiere decir que son nuevas canciones añadidas al disco.

| Exodus (Versión coreana) |                                                           |                                                         |                                                                         |          |  |
| N.º                      | Título                                                    | Letras                                                  | Música                                                                  | Duración |  |
| 1.                       | «Call Me Baby»                                            | Jo Yoon Kyung, January 8th (Jam Factory), Kim Dong Hyun | Teddy Riley, DOM, Lee Hyun-seung, J.SOL, Dantae Johnson                 | 3:31     |  |
| 2.                       | «Transformer»                                             | Kenzie                                                  | Kenzie, Jonathan Yip, Jeremy Reeves, Ray Romulus, Ray McCullough        | 3:47     |  |
| 3.                       | «시선 둘, 시선 하나 (What If…)» (Siseon Dul, Siseon Hana) | Seo Ji Eum                                              | The Underdogs, Patrick J. Que Smith, Dewain Whitmore, Adonis Shropshire | 4:18     |  |
| 4.                       | «My Answer» (interpretada por Baekhyun, D.O y Suho)       | Lee Joo Hyung                                           | Lee Joo Hyung                                                           | 3:33     |  |
| 5.                       | «Exodus»                                                  | Jo Yoon Kyung                                           | Albi Albertsson, Yuka Otsuki, Fabian Strangl                            | 3:19     |  |
| 6.                       | «El Dorado»                                               | Seo Ji Eum Lee Yoo Jin                                  | Lim Kwang Wook, Mage, Chase                                             | 3:59     |  |
| 7.                       | «Playboy»                                                 | Kim Jonghyun                                            | Kim Jonghyun, 위프리키                                                  | 3:32     |  |
| 8.                       | «Hurt»                                                    | 100% Seo Jung                                           | Albi Albertsson                                                         | 3:39     |  |
| 9.                       | «유성우 (Lady Luck)» (Yuseong-u)                          | Jo Yoon Kyung                                           | Command Freaks, Andreas Stone Johansson                                 | 3:33     |  |
| 10.                      | «Beautiful»                                               | Lee Chae Yoon (Jam Factory)                             | Teddy Riley, DOM, Richard Garcia, Dantae Johnson, Labyron Walton        | 4:03     |  |
| 37:14                    |                                                           |                                                         |                                                                         |          |  |

| Exodus (Versión china) | |                      |                                                                         |          |  |
| N.º                    | Título | Letras               | Música                                                                  | Duración |  |
| 1.                     | «Call Me Baby (叫我)» (Jiào Wǒ)                                                                                          | 代岳东               | Teddy Riley, DOM, Lee Hyun-seung, J.SOL, Dantae Johnson                 | 3:31     |  |
| 2.                     | «Transformer (变形女)» (Chino tradicional: 變形女; Pinyin: Biànxíng Nǚ)                                                  | T-Crash              | Kenzie, Jonathan Yip, Jeremy Reeves, Ray Romulus, Ray McCullough        | 3:47     |  |
| 3.                     | «What If… (两个视线, 一个视线)» (Chino tradicional: 兩個視線, 一個視線; Pinyin: Liǎnggè Shìxiàn, Yígè Shìxiàn; con D.O.) | 黄贞颖 Annakid       | The Underdogs, Patrick J. Que Smith, Dewain Whitmore, Adonis Shropshire | 4:18     |  |
| 4.                     | «My Answer (我的答案)» (Wǒ de Dá'àn; interpretada por Chen, Lay, y D.O)                                                  | 代岳东               | Lee Joo Hyung                                                           | 3:33     |  |
| 5.                     | «Exodus (逃脱)» (Chino tradicional: 逃脫; Pinyin: Táotuō)                                                                | 周炜杰               | Albi Albertsson, Yuka Otsuki, Fabian Strangl                            | 3:19     |  |
| 6.                     | «El Dorado (黄金国)» (Chino tradicional: 黃金國; Pinyin: Huángjīnguó)                                                    | 王雅君 (Wang Ya Jun) | Lim Kwang Wook, Mage, Chase                                             | 3:59     |  |
| 7.                     | «Playboy (坏男孩))» (Chino tradicional: 壞男孩; Pinyin: Huài Nánhái; por D.O.)                                           | 王雅君               | Kim Jonghyun, 위프리키                                                  | 3:32     |  |
| 8.                     | «Hurt (伤害)» (Chino tradicional: 傷害; Pinyin: Shānghài)                                                                | 周炜杰               | Albi Albertsson                                                         | 3:39     |  |
| 9.                     | «流星雨 (Lady Luck)» (Liúxīngyǔ; por D.O.)                                                                               | 黄贞颖 Annakid       | Command Freaks, Andreas Stone Johansson                                 | 3:33     |  |
| 10.                    | «Beautiful (美)» (Měi; por Baekhyun)                                                                                     | 周禹成               | Teddy Riley, DOM, Richard Garcia, Dantae Johnson, Labyron Walton        | 4:03     |  |
| 37:14                  | |                      |                                                                         |          |  |

| Love Me Right (Versión coreana) |                                                           |                                                         | |          |  |
| N.º                             | Título                                                    | Letras                                                  | Música | Duración |  |
| 1.                              | «Love Me Right»                                           | Oh Yoo-won (Jam Factory), Kim Dong-hyun                 | Denzil "DR" Remedios, Nermin Harambasic, Courtney Woolsey, Peter Tambakis, Ryan S. Jhun, Jarah Lafayette Gibson | 3:25     |  |
| 2.                              | «Tender Love»                                             | Gaeko                                                   | Gaeko, Lim Kwang-wook, Ryan Kim, Mistazo, Dauri, Chase                                                          | 3:36     |  |
| 3.                              | «Call Me Baby»                                            | Jo Yoon Kyung, January 8th (Jam Factory), Kim Dong Hyun | Teddy Riley, DOM, Lee Hyun-seung, J.SOL, Dantae Johnson                                                         | 3:31     |  |
| 4.                              | «Transformer»                                             | Kenzie                                                  | Kenzie, Jonathan Yip, Jeremy Reeves, Ray Romulus, Ray McCullough                                                | 3:47     |  |
| 5.                              | «시선 둘, 시선 하나 (What If…)» (Siseon Dul, Siseon Hana) | Seo Ji Eum                                              | The Underdogs, Patrick J. Que Smith, Dewain Whitmore, Adonis Shropshire                                         | 4:18     |  |
| 6.                              | «My Answer» (Por Baekhyun, D.O, y Suho)                   | Lee Joo Hyung                                           | Lee Joo Hyung                                                                                                   | 3:33     |  |
| 7.                              | «Exodus»                                                  | Jo Yoon Kyung                                           | Albi Albertsson, Yuka Otsuki, Fabian Strangl                                                                    | 3:19     |  |
| 8.                              | «El Dorado»                                               | Seo Ji Eum, Lee Yoo Jin                                 | Lim Kwang Wook, Mage, Chase                                                                                     | 3:59     |  |
| 9.                              | «Playboy»                                                 | Kim Jonghyun                                            | Kim Jonghyun, 위프리키                                                                                          | 3:32     |  |
| 10.                             | «First Love»                                              | Iseuran                                                 | Cedric "Dabenchwarma" Smith, Keynon Moore, Henry Hill, Ahmad Russell, Catherine Ahn, Danny Jones, Zev Perilman  | 4:02     |  |
| 11.                             | «Hurt»                                                    | 100% Seo-jung                                           | Albi Albertsson                                                                                                 | 3:39     |  |
| 12.                             | «유성우 (Lady Luck)» (Yuseong-u)                          | Jo Yoon Kyung                                           | Command Freaks, Andreas Stone Johansson                                                                         | 3:33     |  |
| 13.                             | «Beautiful»                                               | Lee Chae Yoon (Jam Factory)                             | Teddy Riley, DOM, Richard Garcia, Dantae Johnson, Labyron Walton                                                | 4:03     |  |
| 14.                             | «약속 (EXO 2014)» (Yaksok;)                               | Chen, Chanyeol                                          | Lay, Deez | 4:46     |  |
| 53:03                           |                                                           |                                                         | |          |  |

| Love Me Right (Versión china) | |                                                      | |          |  |
| N.º                           | Título | Letras                                               | Música | Duración |  |
| 1.                            | «Love Me Right (漫遊宇宙)»                                                                                              | Oh Yoo-won (Jam Factory), Kim Dong Hyun, Im Heun Yup | Denzil "DR" Remedios, Nermin Harambasic, Courtney Woolsey, Peter Tambakis, Ryan S. Jhun, Jarah Lafayette Gibson | 3:25     |  |
| 2.                            | «Tender Love (就是愛)»                                                                                                  | Gaeko, 王雅君 (Wang Ya Jun)                          | Gaeko, Lim Kwang-wook, Ryan Kim, Mistazo, Dauri, Chase                                                          | 3:36     |  |
| 3.                            | «Call Me Baby (叫我)» (Jiào Wǒ)                                                                                         | 代岳东                                               | Teddy Riley, DOM, Lee Hyun-seung, J.SOL, Dantae Johnson                                                         | 3:31     |  |
| 4.                            | «Transformer (变形女)» (Chino tradicional: 變形女; Pinyin: Biànxíng Nǚ)                                                 | T-Crash                                              | Kenzie, Jonathan Yip, Jeremy Reeves, Ray Romulus, Ray McCullough                                                | 3:47     |  |
| 5.                            | «시선 둘, 시선 하나 (What If…)» (Chino tradicional: 兩個視線, 一個視線; Pinyin: Liǎnggè Shìxiàn, Yígè Shìxiàn; por D.O) | 黄贞颖 Annakid                                       | The Underdogs, Patrick J. Que Smith, Dewain Whitmore, Adonis Shropshire                                         | 4:18     |  |
| 6.                            | «My Answer (我的答案)» (Wǒ de Dá'àn; por Chen (cantante), D.O, y Lay)                                                   | 代岳东                                               | Lee Joo Hyung                                                                                                   | 3:33     |  |
| 7.                            | «Exodus (逃脱)» (Chino tradicional: 逃脫; Pinyin: Táotuō)                                                               | 周炜杰                                               | Albi Albertsson, Yuka Otsuki, Fabian Strangl                                                                    | 3:19     |  |
| 8.                            | «El Dorado (黄金国)» (Chino tradicional: 黃金國; Pinyin: Huángjīnguó)                                                   | Seo Ji Eum, Lee Yoo Jin                              | 王雅君 | 3:59     |  |
| 9.                            | «Playboy (坏男孩)» (Chino tradicional: 壞男孩; Pinyin: Huài Nánhái; por D.O.))                                          | 王雅君                                               | Kim Jonghyun, 위프리키                                                                                          | 3:32     |  |
| 10.                           | «First Love (初戀)» | Iseuran, Joo Woo Sung                                | Cedric "Dabenchwarma" Smith, Keynon Moore, Henry Hill, Ahmad Russell, Catherine Ahn, Danny Jones, Zev Perilman  | 4:02     |  |
| 11.                           | «Hurt (伤害)» (Chino tradicional: 傷害; Pinyin: Shānghài)                                                               | 周炜杰                                               | Albi Albertsson                                                                                                 | 3:39     |  |
| 12.                           | «流星雨 (Lady Luck)» (Liúxīngyǔ; por D.O.)                                                                              | 黄贞颖 Annakid                                       | Command Freaks, Andreas Stone Johansson                                                                         | 3:33     |  |
| 13.                           | «Beautiful (美)» (Měi; por Baekhyun)                                                                                    | 周禹成                                               | Teddy Riley, DOM, Richard Garcia, Dantae Johnson, Labyron Walton                                                | 4:03     |  |
| 14.                           | «約定 (EXO 2014)» | Chen, Chanyeol                                       | Lay, Deez | 4:46     |  |
| 53:03                         | |                                                      | |          |  |

## Posicionamiento en listas
Exodus
| Lista (2015)                           | Mejor posición | Mejor posición | Ventas                        |
| Lista (2015)                           | Exodus (COR)   | Exodus (CHN)   | Ventas                        |
| -------------------------------------- | -------------- | -------------- | ----------------------------- |
| South Korean Gaon Weekly Albums Chart  | 1              | 2              | - COR: 771 348 - JPN: 83 640+ |
| South Korean Gaon Monthly Albums Chart | 1              | 2              | - COR: 771 348 - JPN: 83 640+ |
| Japanese Oricon Monthly Albums Chart   | 23             | 46             | - COR: 771 348 - JPN: 83 640+ |

Notas
1. ↑  Versiones combinadas.[23]

## Premios y nominaciones

### Premios de programas de música
| Canción         | Programa                  | Fecha               |
| --------------- | ------------------------- | ------------------- |
| «Call Me Baby»  | Inkigayo (SBS)            | 5 de abril de 2015  |
| «Call Me Baby»  | Inkigayo (SBS)            | 12 de abril de 2015 |
| «Call Me Baby»  | Inkigayo (SBS)            | 19 de abril de 2015 |
| «Call Me Baby»  | Show Champion (MBC Music) | 8 de abril de 2015  |
| «Call Me Baby»  | Show Champion (MBC Music) | 15 de abril de 2015 |
| «Call Me Baby»  | Show Champion (MBC Music) | 22 de abril de 2015 |
| «Call Me Baby»  | M! Countdown (Mnet)       | 9 de abril de 2015  |
| «Call Me Baby»  | M! Countdown (Mnet)       | 17 de abril de 2015 |
| «Call Me Baby»  | M! Countdown (Mnet)       | 30 de abril de 2015 |
| «Call Me Baby»  | Music Bank (KBS)          | 10 de abril de 2015 |
| «Call Me Baby»  | Music Bank (KBS)          | 17 de abril de 2015 |
| «Call Me Baby»  | Music Bank (KBS)          | 24 de abril de 2015 |
| «Call Me Baby»  | Music Bank (KBS)          | 1 de mayo de 2015   |
| «Call Me Baby»  | Show! Music Core (MBC)    | 11 de abril de 2015 |
| «Call Me Baby»  | Show! Music Core (MBC)    | 18 de abril de 2015 |
| «Call Me Baby»  | Show! Music Core (MBC)    | 25 de abril de 2015 |
| «Call Me Baby»  | Show! Music Core (MBC)    | 2 de mayo de 2015   |
| «Call Me Baby»  | The Show (SBS MTV)        | 28 de abril de 2015 |
| «Love Me Right» | Show Champion (MBC Music) | 10 de junio de 2015 |
| «Love Me Right» | Show Champion (MBC Music) | 17 de junio de 2015 |
| «Love Me Right» | Show Champion (MBC Music) | 24 de junio de 2015 |
| «Love Me Right» | Music Bank (KBS)          | 12 de junio de 2015 |
| «Love Me Right» | Music Bank (KBS)          | 19 de junio de 2015 |
| «Love Me Right» | Show! Music Core (MBC)    | 13 de junio de 2015 |
| «Love Me Right» | Show! Music Core (MBC)    | 20 de junio de 2015 |
| «Love Me Right» | Show! Music Core (MBC)    | 27 de junio de 2015 |
| «Love Me Right» | The Show (SBS MTV)        | 16 de junio de 2015 |
| «Love Me Right» | M! Countdown (Mnet)       | 18 de junio de 2015 |
| «Love Me Right» | Inkigayo (SBS)            | 21 de junio de 2015 |

## Historial de lanzamiento
| Edición | Región        | Fecha               | Formato              | Discográfica                 |
| ------- | ------------- | ------------------- | -------------------- | ---------------------------- |
| Exodus  | Corea del Sur | 30 de marzo de 2015 | CD, descarga digital | S.M. Entertainment, KT Music |
| Exodus  | Todo el mundo | 30 de marzo de 2015 | Descarga digital     | S.M. Entertainment           |